# Mohamed Rashid Srour
Mohamed Rashid Mohamed Ali Srour Al Naqbi (arab. ‏محمد راشد محمد علي سرور النقبي‎, ur. 28 września 1978 w Dibba Al-Hisn) – emiracki piłkarz występujący na pozycji napastnika, reprezentant Zjednoczonych Emiratów Arabskich w latach 2002–2009.

## Kariera klubowa
Grę w piłkę nożną na poziomie seniorskim rozpoczął w 2000 roku w Dibba Al-Hisn SC. W 2001 został graczem Al-Shaab CSC. W sezonie 2003/04 dotarł z tym zespołem do finału krajowego pucharu, w którym zdobył gola i w którym jego klub uległ 1:2 Shabab Al-Ahli Dubaj. Latem 2005 stał się wolnym agentem i rozpoczął poszukiwania zespołu, z którym mógłby podpisać w pełni zawodowy kontrakt. W 2006 roku podpisał umowę ze szwajcarskim klubem FC Thun (Swiss Super League), jednak zgody na jego rejestrację nie wyraziła UAEFA. W październiku 2006 roku, po 16 miesiącach przerwy w karierze, został piłkarzem Shabab Al-Ahli Dubaj. W sezonie 2007/08 wywalczył z tym klubem puchar Zjednoczonych Emiratów Arabskich, natomiast rok później mistrzostwo kraju. 17 marca 2009 zadebiutował w Lidze Mistrzów AFC w meczu z Saba Kom (0:0), wchodząc na boisko za Ahmeda Khalila. W grudniu 2009 roku wystąpił z Shabab Al-Ahli na Klubowych Mistrzostwach Świata, gdzie jego zespół uległ w kwalifikacjach 0:2 Auckland City FC.
W lutym 2010 roku Srour został wypożyczony na 6 miesięcy do Al-Jazira Club, z którą wziął udział w fazie grupowej Ligi Mistrzów AFC i wywalczył Puchar Ligi Zjednoczonych Emiratów Arabskich. Po powrocie do Shabab Al-Ahli rozwiązał obowiązujący go kontrakt i przeszedł do Sharjah FC, gdzie grał przez 2 lata. W sezonie 2011/12 spadł z tym klubem z UAE Football League. W sezonie 2012/13 był graczem Dibba Al Fujairah Club, który debiutował w emirackiej ekstraklasie i spadł z niej na zakończenie rozgrywek. Miesiąc po przybyciu do klubu Srour na obozie przygotowawczym w Turcji zerwał więzadło krzyżowe i musiał przejść półroczną rekonwalescencję. Latem 2013 roku odszedł do macierzystego Dibba Al-Hisn SC, gdzie występował przez 4 sezony na poziomie UAE First Division League. Po sezonie 2016/17 zakończył karierę zawodniczą po tym, gdy nie zaoferowano mu nowego kontraktu.

## Kariera reprezentacyjna
W 2002 roku zadebiutował w reprezentacji Zjednoczonych Emiratów Arabskich. 26 stycznia 2003 zdobył pierwszego gola w drużynie narodowej w towarzyskim meczu z Norwegią (1:1). W 2004 roku został powołany przez selekcjonera Aada de Mosa na Puchar Azji w Chinach. Na turnieju tym zaliczył 2 występy i zdobył 1 gola, a jego zespół zajął ostatnie miejsce w grupie B. Ogółem w latach 2002–2009 Srour rozegrał w reprezentacji 28 spotkań, w których strzelił 9 bramek.

### Bramki w reprezentacji
| Lp. | Data                 | Miejsce                                                  | Przeciwnik  | Bramka | Rezultat | Ranga meczu                       |
| --- | -------------------- | -------------------------------------------------------- | ----------- | ------ | -------- | --------------------------------- |
| 1.  | 26 stycznia 2003     | Malab asz-Szarika, Szardża                               | Norwegia    | 1:0    | 1:1      | Mecz towarzyski                   |
| 2.  | 7 listopada 2003     | Stadion Abbasijjin, Damaszek                             | Syria       | 2:1    | 3:1      | Eliminacje Pucharu Azji 2004      |
| 3.  | 14 grudnia 2003      | Malab Maktum ibn Raszid Al Maktum, Dubaj                 | Azerbejdżan | 2:1    | 3:3      | Mecz towarzyski                   |
| 4.  | 29 grudnia 2003      | Al-Sadaqua Walsalam Stadium, Kuwejt                      | Kuwejt      | 2:0    | 2:0      | Puchar Zatoki Perskiej 2003       |
| 5.  | 11 stycznia 2004     | Al-Sadaqua Walsalam Stadium, Kuwejt                      | Jemen       | 3:0    | 3:0      | Puchar Zatoki Perskiej 2003       |
| 6.  | 18 lutego 2004       | Stadion Międzynarodowy Szeich Chalifa, Al-Ajn            | Tajlandia   | 1:0    | 1:0      | Eliminacje Mistrzostw Świata 2006 |
| 7.  | 19 lipca 2004        | Shandong Stadium, Jinan                                  | Kuwejt      | 1:3    | 1:3      | Puchar Azji 2004                  |
| 8.  | 6 grudnia 2006       | Stadion Szejka Zajida ibn Sultana Al Nahajjana, Abu Zabi | Polska      | 2:3    | 2:5      | Mecz towarzyski                   |
| 9.  | 14 października 2009 | Malab Maktum ibn Raszid Al Maktum, Dubaj                 | Jordania    | 5:2    | 5:2      | Mecz towarzyski                   |

## Sukcesy
Shabab Al-Ahli Dubaj
- mistrzostwo Zjednoczonych Emiratów Arabskich: 2008/09
- puchar Zjednoczonych Emiratów Arabskich: 2007/08

Al-Jazira Club
- Puchar Ligi Zjednoczonych Emiratów Arabskich: 2009/10